# Shishgarh
Shishgarh è una suddivisione dell'India, classificata come nagar panchayat, di 20.672 abitanti, situata nel distretto di Bareilly, nello stato federato dell'Uttar Pradesh. In base al numero di abitanti la città rientra nella classe III (da 20.000 a 49.999 persone).

## Geografia fisica
La città è situata a 28° 43' 0 N e 79° 19' 0 E e ha un'altitudine di 173 m s.l.m..

## Società

### Evoluzione demografica
Al censimento del 2001 la popolazione di Shishgarh assommava a 20.672 persone, delle quali 10.790 maschi e 9.882 femmine. I bambini di età inferiore o uguale ai sei anni assommavano a 4.138, dei quali 2.008 maschi e 2.130 femmine. Infine, coloro che erano in grado di saper almeno leggere e scrivere erano 5.624, dei quali 3.908 maschi e 1.716 femmine.